# Fifty Fifty (groupe)
Pour les articles homonymes, voir Fifty-Fifty.
Fifty Fifty (en coréen, 피프티 피프티, RR : Pipeuti Pipeuti), également stylisé FIFTY FIFTY, est un groupe sud-coréen formé par Attrakt qui a débuté en novembre 2022, avec leur premier single The Fifty. Le groupe est composé de 5 membres : Keena, Chanelle, Yewon, Hana et Athena. Originellement composé de quatre membres, Saena, Aran et Sio ont quitté le groupe en 2023 à la suite de la résiliation de leur contrat. Leur chanson Cupid a été un succès, leur permettant d'atteindre une notoriété internationale. De plus, il est le premier groupe de filles de K-pop à entrer dans le top dix des UK Singles Chart. En 2023, le groupe signe une collaboration avec Warner Records. La première génération des Fifty Fifty est dissoute en octobre 2023, à la suite de la bataille juridique que le groupe menait contre son agence.

## Signification du nom du groupe
Le nom du groupe Fifty Fifty indique la coexistence, à parts égales, d'un idéal empli d'espoir et d'une réalité pouvant être douloureuse et éprouvante. De plus, cela renvoie à l'idée que les membres du groupe représentent 50 %, auxquels 50 % supplémentaires sont caractérisés par leurs fans afin d'atteindre le chiffre 100, considéré comme la somme parfaite.

## Historique

### Fondation du groupe de filles
En 2019, le PDG d'Attrakt, Jeon Hong-joon, et le PDG de la société de production de performances Kamp se sont rencontrés à Singapour lors d'un festival de K-Pop et ont décidé de travailler ensemble pour produire un groupe de filles, avec Kamp chargé du marketing du futur groupe à l'étranger. Les deux sociétés ont été rejointes par l'un des employés et producteur de Kamp, Ahn Sung-il. Douze stagiaires ont été recrutées par Jeon pour un an à partir de décembre 2019 et ont finalement été réduits à quatre grâce à diverses évaluations réalisées chaque mois.
En janvier 2021, Kamp a quitté le projet en raison de divergences sur la stratégie de lancement du groupe. En mai, Ahn et deux autres employés de Kamp qui avaient été impliqués dans le projet ont démissionné et ont créé la société The Givers. Tandis que Jeon était chargé de la collecte de fonds, Ahn a pris en charge la direction musicale et a formé le quator au solfège, au chant, à la danse, au rap et à l'anglais. Entre de 20 à 30 millions de wons par mois ont été dépensés pour le groupe et plus d'un milliard ont été investis dans la production de quatre vidéoclips.
Fifty Fifty est donc né de la collaboration entre deux sociétés : Attrakt et The Givers.
Avant la formation du groupe, la chanteuse et danseuse Saena a participé à l'émission de concours de danse de KBS, Dancing High (ko).

### 2022-2023: débuts avecThe Fifty
Après deux ans de formation, le 14 novembre 2022, Fifty Fifty a annoncé qu'elles feraient leurs débuts en novembre 2022 en publiant le logo officiel du groupe, partagé peu de temps après sur leurs réseaux sociaux. Parallèlement, un clip-vidéo pour la chanson Lovin Me sort sur leur chaîne YouTube officielle. Les membres ont été révélés le 15 novembre à travers leur premier album, qui a révélé leurs noms et des photos officielles des membres pour la première fois. Un nouveau clip-vidéo, Log In, a également été publié dans la même journée.
Fifty Fifty a été sélectionné comme l'un des « groupes de filles de K-pop à suivre en 2023 » de la Recording Academy, écrivant : « le groupe affiche diverses couleurs et une maturité vocale à la fois difficile à trouver et cruciale à avoir », Le groupe a également réalisé l'un des meilleurs débuts K-pop de l'année, selon Rolling Stone India, et les chansons Tell Me et Lovin Me figuraient sur les listes des meilleures chansons K-pop de l'année 2022, compilées respectivement par Paper et Mashable,.
Le 24 février 2023, le groupe a sorti son premier album single, The Beginning: Cupid, ainsi que le clip de la chanson titre Cupid. La chanson, qui a été enregistrée en coréen et en anglais, a vu la rappeuse Keena écrire une partie des paroles coréennes. Peu de temps après, une interprétation accélérée faite par des fans de la version anglaise est devenue virale sur TikTok : Cupid est donc entré dans le Billboard Hot 100 en mars 2023, ce qui en fait le groupe K-pop le plus rapide de l'histoire à parvenir à le faire.
Le 25 mai 2023, il est confirmé que le groupe fera partie de la bande originale du film américano-britannique Barbie.
Du 19 juin au 24 octobre 2023, le groupe Fifty Fifty est en conflit avec son agence en tentant, par voie judiciaire, de faire suspendre son contrat d'exclusivité[source secondaire souhaitée].

### Fin 2023: dissolution de la première génération des Fifty Fifty
Le 23 octobre 2023, le groupe Fifty Fifty est officiellement dissous dans sa forme première après que l'agence des membres a rompu les contrats de Sio, Saena et Aran, alors même que la rappeuse Keena avait fait savoir le 16 octobre qu'elle réintégrait le label. Ainsi, seule Keena reste artiste de la maison de disques Attrakt. Néanmoins, il est confirmé le 2 novembre que le groupe Fifty Fifty reste en activité, avec Keena et quatre nouvelles membres, représentant une seconde génération d'artistes,,. De plus, Keena représentera Fifty Fifty aux Billboard Music Awards dans l'intention de réorganiser le groupe à l'avenir,. Le 24 novembre, Fifty Fifty intègre la 44e place du classement de fin d'année du Billboard Hot 100, devenant ainsi le premier groupe féminin de K-pop à parvenir à s'y hisser,.

### Depuis 2024: Auditions et réorganisation du groupe
Le 8 janvier 2024, il a été confirmé que des auditions étaient en cours pour recruter trois à quatre nouvelles membres pour chanter aux côtés de Keena, en vue de relancer Fifty Fifty en tant que groupe féminin de quatre ou cinq membres. Une première session d'auditions aura lieu de janvier à février 2024 dans la région de l'Asie du Sud-Est, à Singapour et en Thaïlande, pour recruter de nouvelles membres en vue de la reprise de Fifty Fifty, qui devait avoir lieu au cours du deuxième trimestre de l'année 2024. L'audition sur place à Singapour est prévue le 3 février. Il y aura aussi des auditions en ligne du 11 janvier au 10 février. Il a été annoncé que l'audition était ouverte aux femmes résidant en Asie du Sud-Est et âgées d'au moins 15 ans. Les participantes pourront montrer leurs talents dans les catégories chant, rap ou danse. La finale des auditions se déroulera en Thaïlande le 17 février. Jung Hong-joon, PDG d'Attrakt, et David Yong, PDG d'Evergreen et chanteur de K-pop singapourien, seront membres du jury.
Le 14 juin 2024, il a été confirmé que Fifty Fifty ferait son retour en septembre 2024, composé de cinq membres, avec quatre nouvelles membres aux côtés de Keena. Un single de pré-sortie est également confirmé comme étant en cours de production et devrait être publié avant la date officielle de leur retour.
Le 23 juillet 2024, Attrakt met en ligne une vidéo laissant apercevoir les nouvelles membres qui accompagneront Keena dans la nouvelle génération de Fifty Fifty. Dans les jours qui suivent, il est annoncé sur le compte Instagram du groupe que le groupe de filles fera son retour le 20 septembre 2024. Un single de pré-sortie est également confirmé comme étant en production et devrait être publié avant leur date de retour officielle. Le 7 août, il a été confirmé que le groupe sortirait son deuxième EP le 20 septembre, avec un single de pré-sortie qui sortira le 30 août. Deux jours plus tard, Hana, Yewon et Chanelle ont été révélées comme trois des quatre nouvelles membres du groupe,. Ces deux dernières étaient d'anciennes stagiaires de Belift Lab et candidates de l'émission RU Next ? en 2023, qui a également formé le nouveau groupe de filles ILLIT. Hana, quant à elle, était une ancienne candidate du programme de l'émission de chansons pour enfants de la chaîne de télévision sud-coréenne Mnet, We Kid, durant l'année 2016. C'est seulement le 12 août 2024 qu'Athena a été révélée comme la dernière membre à intégrer Fifty Fifty. 
Le 21 août, Attrakt annonce que Fifty Fifty et Arista Records, filiale de Sony Music Entertainment, ont signé un contrat de partenariat pour relancer le groupe, notamment sur le marché américain.
En plus d'annoncer la nouvelle composition de Fifty Fifty, le nom de fandom du groupe a été renommé, passant de « Hunnies » à « Tweny », changement venant annoncer un nouveau départ pour le groupe. Peu de temps après que l'annonce de la nouvelle composition de Fifty Fifty a été rendue publique, les anciennes membres Sio, Aran et Saena ont signé un contrat exclusif avec Massive E&C, un label de la société IOK, indiquant un retour dans l'industrie de la pop coréenne en République de Corée.

## Différend avec leur agence

### Affaire judiciaire
Le 19 juin, les membres du groupe déposent au tribunal central du district de Séoul une demande de suspension de leurs contrats d'engagement envers Attrakt, invoquant la violation d'obligations mentionnées dans lesdits contrats, ainsi que le manque de transparence dans les règlements financiers et des négligences médicales.
Par ailleurs, Attrakt accuse la Warner Music Korea d'être impliquée dans des discussions avec un tiers au sujet du rachat de Fifty Fifty auprès de leur agence, afin de « récupérer illégalement les membres de Fifty Fifty » ; ce à quoi la Warner dément fermement, parlant d'accusations « sans fondement » et demandant à « s'abstenir de répandre des rumeurs non confirmées ».
À la suite de cela, un long dossier sur l’affaire est publié, démontrant notamment des manipulations de la part d'Ahn Sung-il envers Attrakt, expliquant que ce dernier s’est approprié la quasi-totalité des droits d'auteur sur Cupid, à l'insu d'Attrakt et des membres de Fifty Fifty.
Le 7 juillet, Attrakt, porte plainte contre The Givers, la société accusée de tenter de vendre le groupe, pour détournement de fonds. Le cabinet d’avocats de la maison de disque déclare : « en organisant les données reçues de la part de The Givers, nous avons découvert un détournement de fonds sans aucun accord avec Attrakt. En vérifiant auprès de la compagnie de service contractuelle, il a été confirmé que The Givers avait détourné de l’argent en réalisant un faux contrat de service ».
Les représentants de la société Attrakt affirment par la suite que « les charges criminelles contre Ahn Sung-il continuent de s’accumuler ».
Le 17 juillet 2023, le média The Qoo affirme également qu'Ahn Sung-il aurait volé des droits d’auteur aux créateurs originaux suédois en falsifiant leurs signatures et réduit les droits d’auteur de Keena de 6,5 % à 0,5 %, afin de les détourner pour son propre compte.
Dans la continuité des révélations de Dispatch, l'Association des Droits d’Auteur de la Musique Coréenne prend alors la décision de geler temporairement tout paiement des droits d’auteur de Cupid.
Le 26 juillet 2023, l'agence Attrakt fait déposer le nom Fifty Fifty dans différents pays, dans le but d'empêcher le groupe de promouvoir quoi que ce soit sous le nom « Fifty Fifty » dans ces pays, sans son accord préalable. L’avocat de l’agence confirme l’information, déclarant : « les Fifty Fifty ne pourront pas promouvoir sous ce nom aux États-Unis ou au Royaume-Uni par exemple avec leur copyright obtenu en Corée du Sud. Nous avons donc demandé et obtenu les droits sur le nom Fifty Fifty aux États-Unis, au Royaume-Uni, au Japon, et en Chine ».
SBS devait soulever les secrets de cette affaire dans son émission I Want To Know/Unanswered Questions. La chaîne de télévision sud-coréenne promettait de dévoiler la vérité sur cette histoire dans un reportage exclusif. Pourtant, Dispatch accuse l’émission Unanswered Questions/I Want To Know de détourner la vérité. Ensuite, Dispatch a étudié la raison pour laquelle les revenus des ventes indiquaient « 0 won » dans le rapport financier trimestriel d'Attrakt, donc aucun bénéfice provenant des ventes d'albums et numériques au premier trimestre 2023. Il est révélé, toujours par Dispatch, que les erreurs ont été causées par un membre du service comptable de The Givers, chargé de documenter tous les bénéfices et, selon le média, le service comptable de The Givers n'a pas fourni de fiches de paie aux membres de Fifty Fifty pendant 9 mois, depuis le deuxième trimestre 2022. Ce n'est qu'en mai 2023 qu'Attrakt a pu corriger les erreurs éventuelles sur les bulletins de paie et les transmettre,,.
Le 30 août 2023, deux jours après leur défaite devant le tribunal du district central de Séoul, le représentant légal de Fifty Fifty, le cabinet d'avocats Barun Law, a déclaré dans un communiqué : « Nous avons décidé de faire appel contre la décision de rejeter la demande d'injonction visant à suspendre la validité du contrat exclusif », relançant ainsi le procès entre le groupe et Attrakt.
Le 16 octobre, la rappeuse du groupe, Keena, annonce changer de cabinet d'avocat, passant de Barun Law à Shinwon, et réintégrer son label. Keena a également affirmé abandonner la bataille juridique, raison pour laquelle elle a quitté son précédent cabinet d'avocat. Sio, Saena et Aran, quant à elles, ont exprimé leur intention de poursuivre la procédure devant la justice pour faire invalider leurs contrats d'exclusivité,,. Le 20 octobre, lors d'une interview accordée à Dispatch, Keena révèle qu'elle, ainsi que les trois autres membres de Fifty Fifty et Ahn Sung-il, ont menti expressément pour tenter de rejoindre une autre agence alors que leur label actuel n’avait pas maltraité les filles comme elles l'ont assuré. Elle y a aussi affirmé que le PDG de The Givers, Ahn Sung-il, a manipulé les membres ainsi que leurs familles. Keena a déclaré à Dispatch : « le 13 juin, approximativement trois jours avant l’envoi de notre demande d’annulation de contrat à Attrakt, Ahn Sung-il nous a dit : « Il faut que vous arrêtiez de faire vos activités maintenant. » Il a ensuite suggéré que la COVID-19 était un moyen efficace de nous tenir loin du regard d'Attrakt. Alors il nous a envoyé la photo du test positif, pour avoir nos trois jours de quarantaine », ce qui vient démentir certaines accusations concernant la gestion de la santé de Saena, qui était bonne. Elle a également avoué que « c’est Ahn Sung-il qui a suggéré que nous devrions aller au procès pour faire annuler notre contrat. Et ensuite nos parents ont engagé des avocats pour aller au bout du processus. Il nous disait qu’il ne pouvait pas s’impliquer directement, mais il nous promettait de nous fournir des preuves qui nous serviraient pour faire annuler le contrat. Il insistait sur le fait que c’était, selon lui, « un combat qu’on ne pouvait pas perdre ». Mais au final, il ne nous a rien apporté, et il a juste pris la fuite ». Keena a aussi affirmé qu'Ahn Sung-il leur mentait sur la situation financière instable de leur agence et conclut l'interview en annonçant son sincère regret « de ne pas avoir contacté le PDG à l’époque pour lui parler directement…» ; « Ahn Sung-il faisait tout pour nous monter contre lui ».
Le 23 octobre 2023, le label des Fifty Fifty annonce mettre fin aux contrats d'exclusivité la liant avec les membres du groupe, à l'exception de Keena, revenue dans l'agence une semaine auparavant. Cela signifie que Sio, Saena et Aran ont été définitivement bannies de la maison de disques. L’agence a annoncé : « nous avons notifié Saena, Sio et Aran, les membres restantes de Fifty Fifty, hormis Keena, de la fin de leurs contrats d’exclusivité. Nous avons pris des mesures en réponse au manque de correction dans la réflexion des membres au sujet des violations claires de leurs contrats »,,.
Le 19 décembre 2023, Attrakt annonce avoir porté plainte contre les anciennes membres, leurs parents et les dirigeants de The Givers « afin de demander une compensation contre les trois anciennes membres de Fifty Fifty, Saena, Sio et Aran, pour la violation de leur contrat d’exclusivité. Nous avons également déposé une plainte pour compensation des dommages liés à leurs activités illégales conjointes avec The Givers, Ahn Sung Il, Baek Jin Sil, et les parents des trois membres qui ont participé activement à la rupture injuste des contrats d’exclusivité ».

### Décision de justice
Le 1er août, le tribunal de Séoul prend la décision de renvoyer l'affaire en médiation dans le but de trouver un accord avec négociation et compromis,.
Le 9 août, date à laquelle la médiation a été fixée, les représentants des Fifty Fifty et d'Attrakt ne trouvent aucun accord satisfaisant ; la décision d'allonger la date de médiation jusqu'au 16 août 2023 est prise. Le jour de la seconde médiation, les membres de Fifty Fifty expriment leur intention de ne pas poursuivre la médiation. Le procès reprend donc son cours : seul un juge sera en mesure de suspendre ou non, le contrat d'exclusivité à l'origine du litige.
Le 28 août 2023, après plus de deux mois de bataille juridique, considérant que les membres du groupe Fifty Fifty n'ont pas été en mesure de présenter des preuves suffisantes, le tribunal du district central de Séoul prend la décision de refuser la demande de suspension du contrat d'exclusivité les liant à leur agence. Dans la foulée, l'avocat des Fifty Fifty a déclaré vouloir faire appel.
Le 25 septembre, des médias sud-coréens révèlent qu'Ahn Sung-il est coupable de détournement de fonds dans cette affaire concernant les premiers opus du groupe : il a été découvert que « Ahn Sung-il détournait les fonds de la compagnie pendant qu’il travaillait en tant que consultant extérieur pour Attrakt. Lors de la première audience, Attrakt a alors demandé la saisie des droits d’auteur d'Ahn Sung-il, qui font partie des fonds détournés »,.
Le 24 octobre, la Haute Cour de Séoul refuse l'appel en justice formulé par les membres, mettant ainsi définitivement fin à l'action en justice menée par le groupe,.

## Membres

### Membres actuelles
| Nom de scène  | Nom de scène | Nom de naissance     | Nom de naissance | Date de naissance | Nationalité               |
| Romanisé      | Coréen       | Romanisé             | Coréen           | Date de naissance | Nationalité               |
| ------------- | ------------ | -------------------- | ---------------- | ----------------- | ------------------------- |
| Keena         | 키나         | Song Ja-kyung        | 송자경           | 9 juillet 2002    | Sud-coréenne              |
| Chanelle Moon | 샤넬문       | Chanelle Moon Thomas | 샤넬문토마스     | 14 juin 2003      | Américaine / Sud-coréenne |
| Yewon         | 예원         | Son Ye-won           | 손예원           | 18 mars 2005      | Sud-coréenne              |
| Hana          | 하나         | Lim Ha-ram           | 임하람           | 5 septembre 2006  | Sud-coréenne              |
| Athena        | 아테나       | Athena Yang          | 양아테나         | 15 mars 2007      | Suèdoise / Sud-coréenne   |

### Anciennes membres
| Nom de scène | Nom de scène | Nom de naissance | Nom de naissance | Date de naissance | Nationalité  | Date de départ  |
| Romanisé     | Coréen       | Romanisé         | Coréen           | Date de naissance | Nationalité  | Date de départ  |
| ------------ | ------------ | ---------------- | ---------------- | ----------------- | ------------ | --------------- |
| Saena        | 새나         | Jeong Se-hyun    | 정세현           | 12 mars 2004      | Sud-coréenne | 19 octobre 2023 |
| Sio          | 시오         | Jeong Ji-ho      | 정지호           | 6 octobre 2004    | Sud-coréenne | 19 octobre 2023 |
| Aran         | 아란         | Jeong Eun-ah     | 정은아           | 11 octobre 2004   | Sud-coréenne | 19 octobre 2023 |

## Discographie

### EP
| Année | Titre       | Détails                                                                 | Classement | Ventes               |
| Année | Titre       | Détails                                                                 | COR        | Ventes               |
| ----- | ----------- | ----------------------------------------------------------------------- | ---------- | -------------------- |
| 2022  | The Fifty   | - Date de sortie : 18 novembre 2022 - Labels : Attrakt, Warner Records  | 44         | NC                   |
| 2024  | Love Tune   | - Date de sortie : 20 septembre 2024 - Labels : Attrakt, Arista Records | 11         | COR : plus de 38 000 |
| 2025  | Day & Night | - Date de sortie : 29 avril 2025 - Labels : Attrakt, Arista Records     | 3          | COR : plus de 95 000 |

### Single album
| Année | Titre                | Détails                                                               | Classement | Ventes               |
| Année | Titre                | Détails                                                               | COR        | Ventes               |
| ----- | -------------------- | --------------------------------------------------------------------- | ---------- | -------------------- |
| 2023  | The Beginning: Cupid | - Date de sortie : 24 février 2023 - Labels : Attrakt, Warner Records | 11         | COR : plus de 37 000 |

### Singles
| Année                                         | Titre                | Meilleures positions | Meilleures positions | Meilleures positions | Meilleures positions | Meilleures positions | Meilleures positions | Meilleures positions | Meilleures positions | Album                |
| Année                                         | Titre                | COR                  | AUS                  | ALL                  | FRA                  | GBR                  | CAN                  | USA                  | MON                  | Album                |
| --------------------------------------------- | -------------------- | -------------------- | -------------------- | -------------------- | -------------------- | -------------------- | -------------------- | -------------------- | -------------------- | -------------------- |
| 2022                                          | Higher               | 191                  | —                    | —                    | —                    | —                    | —                    | —                    | —                    | The Fifty            |
| 2023                                          | Cupid                | 7                    | 2                    | 51                   | 96                   | 8                    | 6                    | 17                   | 2                    | The Beginning: Cupid |
| 2024                                          | Starry Night         | 105                  | —                    | —                    | —                    | —                    | —                    | —                    | —                    | Love Tune            |
| 2024                                          | SOS                  | 79                   | —                    | —                    | —                    | —                    | —                    | —                    | —                    | Love Tune            |
| 2024                                          | When You Say My Name | —                    | —                    | —                    | —                    | —                    | —                    | —                    | —                    | Winter Glow          |
| 2025                                          | Perfect Crime        | —                    | —                    | —                    | —                    | —                    | —                    | —                    | —                    | Day & Night          |
| 2025                                          | Pookie               | 33                   | —                    | —                    | —                    | —                    | —                    | —                    | —                    | Day & Night          |
| "—" indique que le titre ne s'est pas classé. |                      |                      |                      |                      |                      |                      |                      |                      |                      |                      |

### Apparition
| Année | Titre                        | Album             |
| ----- | ---------------------------- | ----------------- |
| 2023  | Barbie Dreams (feat. Kaliii) | Barbie: The Album |

## Récompenses et nominations

### Cérémonies de remises de prix
| Auteur de la remise de prix | Année | Catégorie de la nomination                      | Titre/candidat nommé  | Résultats  | Ref.   |
| --------------------------- | ----- | ----------------------------------------------- | --------------------- | ---------- | ------ |
| MTV Video Music Awards      | 2023  | Meilleur vidéoclip pour une chanson de K-Pop    | Cupid                 | Nomination | [ 77 ] |
| MTV Video Music Awards      | 2023  | Chanson de l'été                                | Cupid                 | Nomination | [ 78 ] |
| MTV Video Music Awards      | 2023  | Groupe de l'année                               | Fifty-Fifty           | Nomination | [ 78 ] |
| The Fact Music Awards       | 2023  | Meilleure musique - printemps                   | Cupid                 | Nomination | [ 79 ] |
| Billboard Music Awards      | 2023  | Top Global chanson de K-Pop                     | Cupid                 | Nomination | ,      |
| Billboard Music Awards      | 2023  | Meilleur groupe                                 | Fifty Fifty           | Nomination | ,      |
| MTV Europe Music Awards     | 2023  | Meilleur groupe de K-Pop                        | Fifty Fifty           | Nomination | ,      |
| MelOn Music Awards          | 2023  | Top 10 des meilleurs artistes                   | Fifty Fifty           | Nomination | ,      |
| Golden Disc Awards          | 2024  | Prix de popularité féminine                     | Fifty Fifty           | Nomination | [ 87 ] |
| Golden Disc Awards          | 2024  | Artistes recrues de l'année                     | Fifty Fifty           | Lauréat    | [ 88 ] |
| Golden Disc Awards          | 2024  | Best Digital Song                               | Cupid                 | Nomination | [ 88 ] |
| Seoul Music Awards          | 2024  | Découverte de l'année                           | The Beginning : Cupid | Lauréat    | [ 89 ] |
| Seoul Music Awards          | 2024  | Prix principal (Bonsang)                        | The Beginning : Cupid | Nomination | [ 90 ] |
| Seoul Music Awards          | 2024  | Korean Wave Award                               | The Beginning : Cupid | Nomination | [ 90 ] |
| Seoul Music Awards          | 2024  | Prix de popularité                              | The Beginning : Cupid | Nomination | [ 90 ] |
| Circle Chart Music Awards   | 2024  | Mubeat Global Choice Award - catégorie féminine | Fifty Fifty           | Nomination | [ 91 ] |
| iHeartRadio Music Awards    | 2024  | Chanson de K-pop de l'année                     | Cupid (Twin Version)  | Lauréat    | [ 92 ] |
| iHeartRadio Music Awards    | 2024  | TikTok Bop of the Year                          | Cupid (Twin Version)  | Nomination | [ 92 ] |
| Korean Music Awards         | 2024  | Meilleure chanson de K-pop                      | Cupid                 | Nomination | [ 93 ] |